# Константиновка (Айиртауський район)
Константи́новка (каз. Константинов) — село у складі Айиртауського району Північноказахстанської області Казахстану. Адміністративний центр Константиновського сільського округу.
Населення — 802 особи (2021; 1024 у 2009, 1287 у 1999, 1560 у 1989).
Національний склад станом на 1989 рік:
- росіяни — 61 %.